# Вікінги (сезон 5)
П'ятий сезон історичного драматичного телесеріалу «Вікінги», прем'єра якого відбулася 29 листопада 2017 року на каналі History в Канаді. Серіал слідкує за подвигами легендарного вождя вікінгів Рагнара Лодброка і його командою, а пізніше за його синами. Перший сезон серіалу починається на початку епохи вікінгів, зазначеної нальотом на Ліндісфарн в 793 році.
Цей сезон складається з 20 епізодів і розділений на 2 частини, в кожній з яких по 10 епізодів; прем'єра другої половини відбулася 28 листопада 2018 року. П'ятий сезон відрізняється від попередніх чотирьох сезонів після відходу Тревіса Фіммела, який грав Рагнара, і тепер слідує за його синами. Єпископ Хемунд (якого грає Джонатан Ріс-Майерс) представлений головним персонажем, після своєї першої появи у фіналі четвертого сезону.

## В ролях

### Основний склад
- Кетрін Винник — королева Лагерта, войовниця і колишня дружина Рагнара; королева Каттегата.
- Густаф Скарсгорд — Флокі, обдарований суднобудівник
- Олександр Людвіг — Бйорн Залізнобокий, син Рагнара і Лагерти і чоловік Торві
- Джон Кавана — Провидець, сейд Каттегата / папа Лев IV
- Петер Францен — конунг Гаральд Прекрасноволосий, вікінг, який прагне стати першим конунгом Норвегії
- Яспер Пяаккенен — Хальвдан Чорний, молодший брат Гаральда
- Мо Данфорд — король Вессекса Етельвульф
- Алекс Хег — Івар Безкосний, четвертий син Рагнара і Аслауг
- Марко Ільсьо — Хвітсерк, другий син Рагнара і Аслауг
- Джордан Патрік Сміт — Убба, старший син Рагнара і Аслауг
- Джонатан Ріс-Майерс — єпископ Хемунд, єпископ-воїн[5]

### Другорядний склад
- Юсефін Асплунд - Астрід, коханка Лагерти і, пізніше, дружина короля Харальда
- Іда Марі Нільсен - Маргрет, дружина Убби
- Ферден Волш-Піло  - принц / король  Альфред, син королеви Джудіт і Етельстана
- Джорджія Херст - Торві, дружина Бйорна і радниця Лагерти
- Дженні Жак - королева Джудіт, дочка короля  Елли, дружина  Етельвульфа
- Джонатан Делейні Тайнен - лорд Катред, дворянин на службі у короля Етельвульфа і єпископа Хемунда
- Кіт Макерлін [en] - лорд Деневульф, дворянин на службі у єпископа Хемунда
- Даррен Кехілл - принц  Етельред, син королеви Джудіт і короля Етельвульфа
- Бен Роу - Гутрум, син ярла Борга і Торві
- Кіран О'Райлі  - «Біловолосий», охоронець Івара
- Френкі Маккафферті - Сіндрік, бродяга-поліглот
- Албану Жероніму -  Євтимій [en], візантійський командир
- Каріма Макадамс -  Касія, візантійська настоятелька
- Пол Рід - Маннел, кузен королеви Джудіт
- Халід Абол Нага [en] - емір  Зіядет-Аллах, арабський правитель
- Раґнгейдюр Рагнарсдоуттір  - Гюннхільда, «діва щита»
- Адам Коупленд - Кетіль Плосконосий, жорстокий і сміливий воїн, який приєднується до експедиції Флокі, щоб створити колонію
- Кріс Холден-Рід - Ейвінд, вікінг Каттегату, який також приєднується до експедиції Флокі
- Леа Макнамара - Ауд Мудра, дочка Кетіля Плосконосого і Інгвільд

- Джек Макевой - Хельгі Худий, син Ейвінда і Рафарти, який також приєднується до експедиції Флокі
- Мей Бігналл - Торунь, дочка Кетіля Плосконосого і Інгвільд і дружина Хельги, яка також приєднується до експедиції Флокі
- Келлі Кемпбелл - Інгвільд, дружина Кетіля Плосконосого, яка також приєднується до експедиції Флокі
- Джеймс Крейз - Бул, син Ейвінда і Рафарти, який також приєднується до експедиції Флокі
- Елайджа Роуен - Асбьйорн, який також приєднується до експедиції Флокі
- Донна Дент - Рафарта, дружина Ейвінда, яка також приєднується до експедиції Флокі
- Ентоні Брофі - Свасе,  саамський вождь і союзник Лагерти
- Дагні Бекер Йонсен - принцеса Снефрід, дочка Свасе
- Клайв Стенден - Роллон , воїн і брат Рагнара; йому був дарований титул герцога Нормандського імператором Карлом

### Запрошені актори
- Індія Маллен — Етегіт, дворянка з Вессекса
- Френк Прендергаст — єпископ Йоркський Синеберт
- Лоуренс О Фуарейн — Хакон, мисливець на китів з Вестфолла
- Боско Хоган — лорд абат ліндисфарнський
- Мейбл Херлі — молода Лагерта, що з'являється під час флешбеку
- Росс Меттью Андерсон — батько Лагерти, що з'являється під час флешбеку

## Виробництво

### Розробка
Розробкою і виробництвом п'ятого сезону «Вікінгів» зайнялися компанії TM Productions і Take 5 Productions під начальством Metro-Goldwyn-Mayer. Морган О'Салліван, Шейла Хокін, Шеррі Марш, Алан Гасмер, Джеймс Флінн, Джон Уебер і Майкл Херст вказані виконавчими продюсерами. Продюсерами цього сезону стали Кіт Томпсон (1-4 епізоди) і Ліз Гілл (5-10 епізоди). Білл Годдард і Шеймас МакІнерні виступили спів-продюсерами
.
У виробничу команду цього сезону входять режисери кастингу Френк і Нуала Мойселл, художник по костюмах Сьюзан О'Коннор Кейв, супервайзер візуальних ефектів Домінік Ремейн, дизайнер трюків Річард Райан, композитор Тревор Морріс, художник-постановник Марк Герати, монтажери Аарон Маршалл для першого, третього, п'ятого і десятого епізодів, Тед Сіборн для другого, четвертого, шостого та восьмого епізодів і Мішель Конрой для сьомого і дев'ятого епізодів, і оператори П. Дж. Діллон (1-2 епізоди), Пітер Робертсон (3, 4, 7-10 епізоди) і Сюзі Лавель (5-6 епізоди).

### Кастинг
Приблизно в той же самий час, коли серіал продовжили на п'ятий сезон, було оголошено, що ірландський актор Джонатан Ріс-Майерс приєднається до основного акторського складу в ролі Хемунда, «воїна-єпископа». Творець «Вікінгів» Майкл Херст пояснив: «Я вивчив багато матеріалу про цих воїнів-священиків. Вони були попередниками тамплієрів: вони були абсолютно релігійними, але в той же час надягали обладунки і билися. Але не дайте їх священичому статусу обдурити вас. Вони були божевільними! Вони повністю вірили в християнство і послання, і все ж, на полі битви, вони були справжніми берсерками».
Колишня зірка WWE Адам Коупленд отримав повторювану роль у п'ятому сезоні, Кетиля Плосконосого, жорстокого і сміливого воїна. Флокі вибрав його, щоб він приєднався до експедиції, щоб створити колонію на новій землі. Ірландський актор Даррен Кехілл отримав роль Етельреда. Нігерійський актор Стенлі Муці сказав місцевим ЗМІ, що він отримав невелику роль в п'ятому сезоні. П'ятий сезон також включає в себе ірландського актора, музиканта і реального поліцейського детектива Кірана О'Райлі, що грає Біловолосого». У квітні 2017 року було оголошено, що данський актор Ерік Мадсен приєднається до акторського складу п'ятого сезону в ролі короля Хеммінга. У 2016 році він провів декілька місяців на знімальному майданчику серіалу «Останнє королівство», зображуючи вікінга.

### Музика
Музику до п'ятого сезону склав Тревор Морріс у співпраці з Ейнаром Селвіком. Заставку титрів знову супроводжує пісня «If I Had a Heart» Fever Ray.
Додаткової музикою є композиції норвезької музичної групи «Wardruna», яка присутня в епізодах «План» і «Проста історія». Музичні треки включають в себе «MannaR - Drivande», «Løyndomsriss» і «Heimta Thurs». В епізоді «Батьківщина» є пісня «Skidarima», яка була спеціально написана і виконана Ейнаром Селвіком.

## Реакція
П'ятий сезон отримав рейтинг 100% на сайті Rotten Tomatoes з середнім рейтингом 8.12/10, на основі 9 відгуків. IGN оцінив епізод 10, «Моменти бачення», на 9 балів з 10. «Entertainment Weekly» дав оцінку епізоду «A».

## Історичні неточності
В епізоді «Проста історія» показано, як Етельред відмовляється від трону на користь свого молодшого брата Альфреда. У реальності, після смерті Етельвульфа правили три старших брата Альфреда — протягом двох, п'яти і шести років, відповідно, — і всі вони померли до того, як Альфред зайняв трон в 871 році. Ерік Кейн, описуючи епізод для «Forbes Magazine», назвав сюжетну лінію «просто величезною невимушеною помилкою».